# Уайз, Гомер Ли
Гомер Ли Уайз (англ. Homer Lee Wise, 27 февраля 1917 — 22 апреля 1974) — сержант Армии США, кавалер высшей военной награды США — Медали Почёта за свой подвиг во время высадки союзников в Италии во время Второй мировой войны.

## Биография
Родился в Батон-Руже в штате Луизиана. По окончании школы работал в Техасе.
В армии США с 1941 года.
С апреля по сентябрь 1943 года в составе 36-й пехотной дивизии, Северная Африка, на подготовке к высадке десанта в Италии.
Первый бой Уайза произошёл 9 сентября 1943 года во время высадки союзников в Италии, у города Салерно. Участник Итальянской кампании, сражался в боях за Неаполь и Рим. 7 января 1944 года награждён Серебряной звездой.
На 14 июня 1944 года проходил службу в звании старшего сержанта в 142 пехотном полку 36-й пехотной дивизии. В этот день в районе Мальяно-ин-Тоскана (Италия) Уайз вынес с поля боя раненого и неоднократно своими активными действиями обеспечивал выполнение задачи своим подразделением.
Спустя четыре дня, 18 июня, он был ранен шрапнелью в голову, заслужив своё первое Пурпурное сердце.
С августа 1944 года Уайз участвовал в высадке союзников в южной Франции. 16 августа награждён Бронзовой звездой, а 22 августа, будучи раненным пулей снайпера, вторым Пурпурным сердцем. Третье Пурпурное сердце получил 22 сентября, также за ранение снайпером.
Медаль почёта была ему вручена генералом Александером Патчем, командующим 7-й армии, в городе Эпиналь, Франция.
Также награждён двумя иностранными наградами: итальянским Крестом военных заслуг и французским Военным крестом.
21 июля 1945 года был отправлен в почётную отставку. Работал в городе Стамфорд, штат Коннектикут.
В 1947 году был снова призван в армию и служил на различных инструкторских и административных должностях. До 1959 года был начальником призывного пункта Стамфорда, при этом дважды был в командировках в Германию — в 1952 и 1954 гг. С 1961 по 1963 год служил во Франции, затем в период 1963—1965 в США, и в период 1965—1966 в Италии.
Вышел в отставку 21 декабря 1966 года, дослужившись до звания сержанта первого класса, вернулся в Стамфорд.
Умер в 1974 году, похоронен на римско-католическом кладбище города Дэриен, штат Коннектикут.
Его именем назван мемориальный парк в городе Стамфорд, штат Коннектикут.
В 2008 году издатель и политический деятель Джеймс С. Власто при поддержке Пола Бьюки, награждённого в 1968 году Медалью Почёта ветерана войны во Вьетнаме, и Мортона Дина, бывшего теле- и радиоведущего CBS и ABC News, создал «Мемориальный комитет Гомера Л. Уайза» в целях сбора денежных средств на возведение бронзовой статуи Гомера Уайза. Она была открыта 26 мая 2013 года в Парке Ветеранов в Стамфорде.

## Подвиг
Цитата из наградного листа Медалью Почёта:
«В то время как его взвод был накрыт с обоих флангов огнём мелкокалиберных орудий, он покинул свою сравнительно безопасную позицию для помощи в выносе одного серьезно раненного бойца с небезопасного места в пункт оказания медицинской помощи. Взвод предпринял попытку продвинуться вперёд, но был снова остановлен огнём противника. Немецкий офицер и два ополченца, вооружённые автоматическим оружием, предприняли заход с правого фланга. Бесстрашно рискуя собой, Уайз, покинув своё укрытие, убил всех троих из автомата. Вернувшись к своему взводу, вооружившись винтовкой М1 и несколькими противотанковыми гранатами, он снова занял позицию с которой вёл точный огонь по противнику, сдерживающему наступление. Как только батальон начал движение вперёд, он был вновь остановлен огнём с фронта и флангов. Вооружившись автоматической винтовкой, он поднял свой взвод и нейтрализовал пулемёт противника. Когда огонь с фланга стал более интенсивным, он добежал до ближайшего танка и восстановив его заевший пулемёт, привёл его в действие, использовал его так эффективно, что вражеский огонь с соседнего хребта был существенно снижен, тем самым позволив батальону занять позицию.»Оригинальный текст (англ.)While his platoon was pinned down by enemy small-arms fire from both flanks, he left his position of comparative safety and assisted in carrying 1 of his men, who had been seriously wounded and who lay in an exposed position, to a point where he could receive medical attention. The advance of the platoon was resumed but was again stopped by enemy frontal fire. A German officer and 2 enlisted men, armed with automatic weapons, threatened the right flank. Fearlessly exposing himself, he moved to a position from which he killed all 3 with his submachinegun. Returning to his squad, he obtained an M1 rifle and several antitank grenades, then took up a position from which he delivered accurate fire on the enemy holding up the advance. As the battalion moved forward it was again stopped by enemy frontal and flanking fire. He procured an automatic rifle and, advancing ahead of his men, neutralized an enemy machinegun with his fire. When the flanking fire became more intense he ran to a nearby tank and exposing himself on the turret, restored a jammed machinegun to operating efficiency and used it so effectively that the enemy fire from an adjacent ridge was materially reduced thus permitting the battalion to occupy its objective.